# Иркутский ипподром
Ирку́тский ипподро́м — конно-спортивный центр в Правобережном округе Иркутска, основанный в 1900 году. Площадь стадиона — 37 Га; на 2016 год сократилась до 20 Га. При ипподроме действует детско-юношеская спортивная секция.

## История
- 1858 г. — первые летние конные состязания в Иркутске.
- 1899 г. — учреждено Иркутское общество любителей конного бега и скачек.
- 1900 г. — Иркутская городская дума выделила землю площадью 27 десятин 1800 квадратных сотен для организации бегов и скачек позади дач Трапезникова и Баскова.
- 1900 г. — проведена скачка на приз. Приз — серебряные часы с портретом государя.
- 1916 г. — установлен рекорд ипподрома на жеребце Атласный 2.20.
- 1919 г. — в город Иркутск эвакуирована Казанская государственная заводская конюшня. На ипподром поступили 14 жеребцов рысистых пород, 4 чистокровных верховых жеребца, 9 жеребцов тяжеловозных пород.
- 1932 г. — установлен рекорд ипподрома на жеребце Буран 2.19.
- 1940 г. — установлен рекорд ипподрома на жеребце Лотос 2.17, 4 (рекорд Сибири и Дальнего Востока).
- 1952 г. — установлен всесоюзный рекорд для лошадей 2-х лет на жеребце Ароматный Букет 2.15,6.
- 1954 г. — построена открытая трибуна для зрителей на 400 мест.
- 1956 г. — установлен рекорд ипподрома на жеребце Толчок 2.07 (мастер-наездник П. Д. Затрутин).
- 1965 г. — ликвидируется областная сельскохозяйственная выставка.
- 1970 г. — организована выставка-продажа племенных лошадей.
- 1978 г. — введена в действие новая конюшня на 80 голов.
- 1981 г. — пожар на трибунах Иркутского ипподрома, полностью их уничтоживший.
- 1981 г. — здания трибун вновь отстроены.
- 1982 г. — проведены зональные соревнования конников Сибири и Дальнего Востока.
- 1984 г. — строится железобетонный забор вокруг территории ипподрома.
- 1985 г. — пожар на трибунах Иркутского ипподрома. Трибуны полностью уничтожены.
- 1988 г. — проведена реконструкция беговой дорожки. На круг завезено 200 автомашин глины.
- 1992 г. — пожар уничтожил ресторан на территории ипподрома.
- 1993—1994 г. — перерыв в работе ипподрома.
- 1995 г. — возобновлены испытания лошадей на ипподроме.
- 1999 г. — впервые на испытания ставятся лошади, принадлежащие частным коневладельцам.
- 2000 г. — 100 лет Иркутскому ипподрому.
- 2001 г. — проведены зональные соревнования конников Сибири и Дальнего Востока.
- 2003 г. — проведена реконструкция беговой дорожки. На круг завезено 500 автомашин крошки. Дорожка становится всепогодной.
- 2003 г. — построена частная конюшня.
- 2004 г. — установлен рекорд ипподрома для лошадей 2-х лет на кобыле Каховка (Хэви Хэрольд — Красотка) 2.14 (наездник Ю. И. Вахин)
- 2005 г. — установлен рекорд ипподрома для лошадей старшего возраста стандартбредной породы на жеребце Гриди (Галант Про — Гривна) 2.02,1 (наездник В.Кондратюк)
- 2006 г. — впервые разыгрываются призы Губернатора Иркутской области.
- 2007 г. — впервые проведен конноспортный праздник Зимниада-2007.
- 2008 г. — установлен рекорд ипподрома для лошадей 2-х лет на жеребце Термин (Марс — Тропа) 2.12 (наездник Н.Болдырев)
- 2009 г. — установлен рекорд ипподрома для лошадей старшего возраста русской рысистой породы на жеребце Амфитеатр (Фабий — Автоматика) 2.02 (наездник В.Васютинская)
- 2010 г. — установлен абсолютный рекорд ипподрома на жеребце Анчар(Амбро Голд — Черногривая) 2.01,2 (наездник М.Атаджанов).
- 2012 г. — установлен рекорд ипподрома для лошадей старшего возраста стандартбредной породы на жеребце Маори Би (Масклес Янки-Саусвинд Парадиз) рожден в США 2.00,9 (наездник I категории Н.Болдырев).
- 2014 г. — установлен абсолютный рекорд ипподрома на жеребце стандартбредной породы Форестер (Сидерис — Фиалка) 1.59,7 (наездник Ю.И..Вахрин).